# 青瓷簋

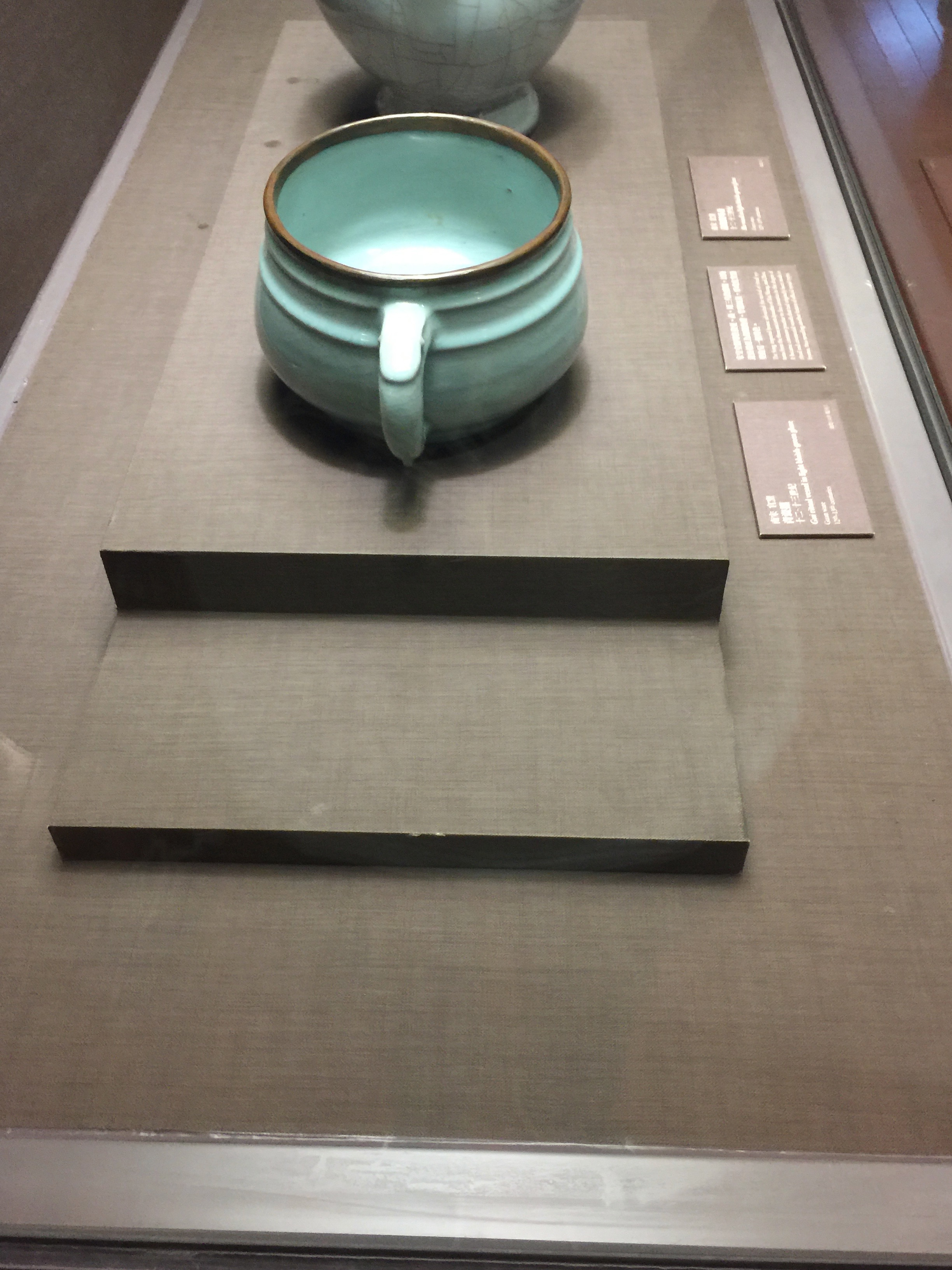
南宋官窯青瓷簋的側面圖

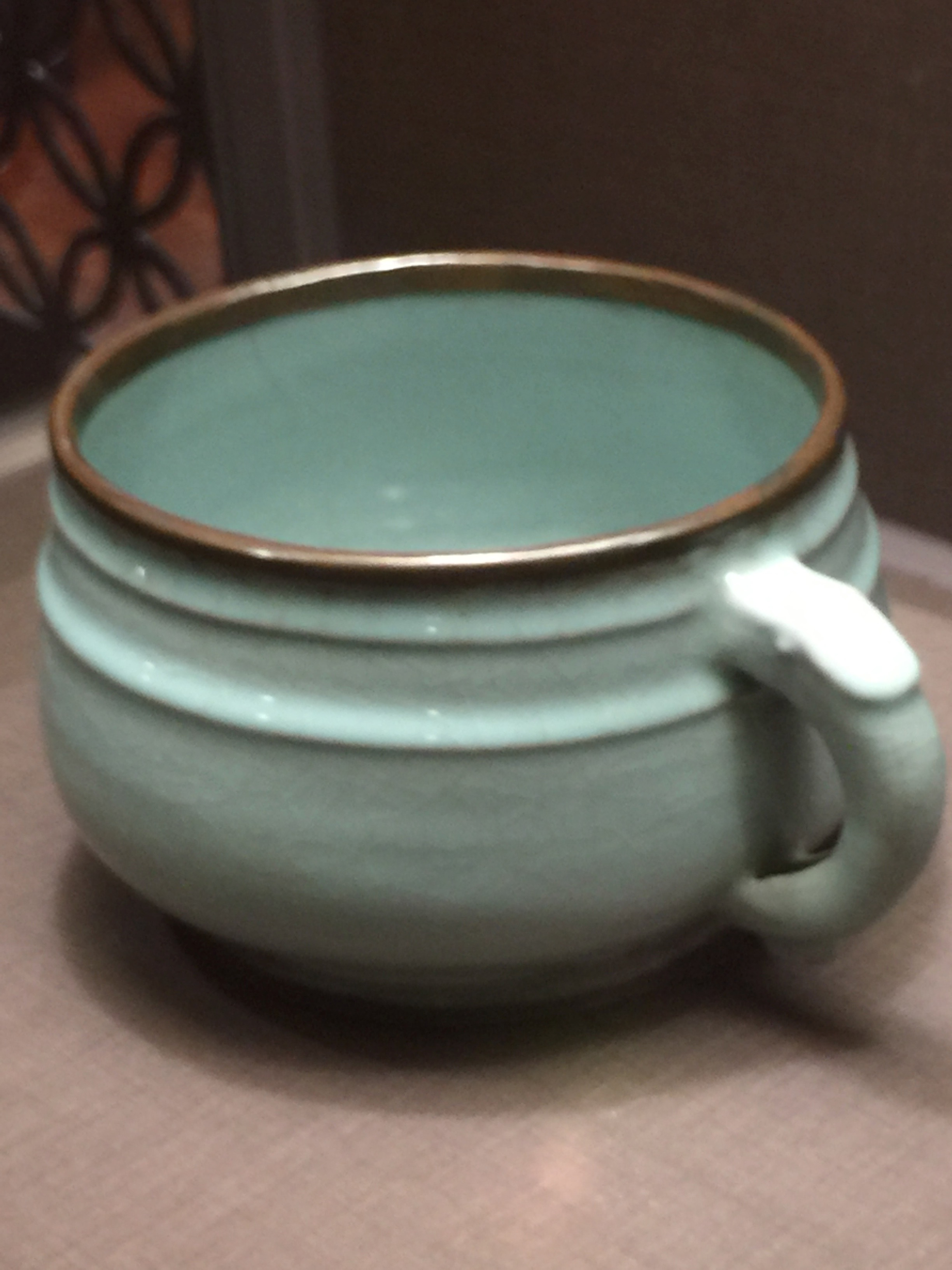
南宋官窯青瓷簋的俯視圖

南宋官窯青瓷簋是一件現存於臺灣國立故宮博物院的文物，原典藏於清宮壽皇殿，其口徑長19.5公分 寬17.5公分 底徑16.0公分 足徑15.8公分。

## 年代
南宋初創基即嚴重感覺代表正統的禮樂用器之闕如。靖康之變，金人在汴京大肆搜刮，裝載二千零五十車的宋朝府庫積蓄，北運燕京，主要的禮儀祭器幾乎皆不免。南宋紹興年間，朝野上下醞釀而出復興北宋文化的思潮，讓 《宣和博古圖》成為重建禮制器用的典範。影響所及，也讓南宋官窯器中出現一類仿銅器，此品即為其中的一個例證。浙江省浙江市郊壇下官窯窯址及南宋太廟遺址也曾出土相似的器類。

## 外觀
器形模仿青銅簋，歛口略呈橢圓形，碩腹，平底，圈足略高。口足磨損而加鑲銅邊，口下飾弦紋兩道，腹兩側各按飾一螭形耳，耳下削平，露出黑灰色的胎體。胎骨較厚，通體施濃潤青釉，釉色粉青，釉面滿佈冰裂紋，邊稜釉薄處微現粉青光澤。

## 器形淵源
簋是指有圓形器口、圓腹、圈足和一定大小等基本器形，用以盛裝黍稷的青銅器。這些基本器形隨足型、腹壁曲線和耳型的差異，又可再細分成若干類。簋型器自商朝早期開始萌芽發展，到了西周中、晚期和春秋早期，簋型器臻於鼎盛，並由盛而衰。戰國時期，喪葬制度發生了變化。三晉兩周地區的貴族大墓自戰國早、中期起逐漸用陶禮器代替青銅禮器隨葬，仿照銅器形式的鼎、豆、壺、簋、簠、甗等等成套成組的生產。到了漢武帝時期，用於喪葬的鼎、敦、盤、匜等仿銅禮器雖還有所生產，但倉、灶、井、爐等模型明器的燒造正在急遽增長，到了東漢時期，舊式陶禮器顯著減少以至絕跡。直到宋代因為金石學的發展，再加上宋徽宗試圖再現三代制禮作樂，進而編成《重修宣和博古圖》一書，而成為日後仿古器的製作藍本。